# Royaume de Lituanie (1918)
Ne pas confondre avec le royaume de Lituanie (1251-1263).
juin 1918 – 2 novembre 1918
Entités précédentes :
- Ober Ost

Entités suivantes :
- République de Lituanie

Le royaume de Lituanie est une monarchie proclamée par les représentants lituaniens dans le contexte de la paix de Brest-Litovsk. Issue des territoires conquis par le Reich en 1915, les territoires du futur royaume sont soumis à un régime d'administration militaire entre leur conquête et le début de l'année 1918. À la suite du traité de Brest-Litovsk, en vertu duquel la Russie abandonne sa souveraineté sur les territoires baltes, biélorusses, ukrainiens et caucasiens, la Lituanie proclame son indépendance sous la tutelle du Reich. Rapidement érigée en royaume, la Lituanie constitue en réalité un territoire sous strict contrôle politique, militaire et économique du Reich, tandis que la couronne de ce royaume éphémère a été dévolue à un prince de la famille régnante du Wurtemberg. Le royaume disparaît dans la tourmente de la défaite allemande de l'automne 1918.

## Indépendance de la Lituanie

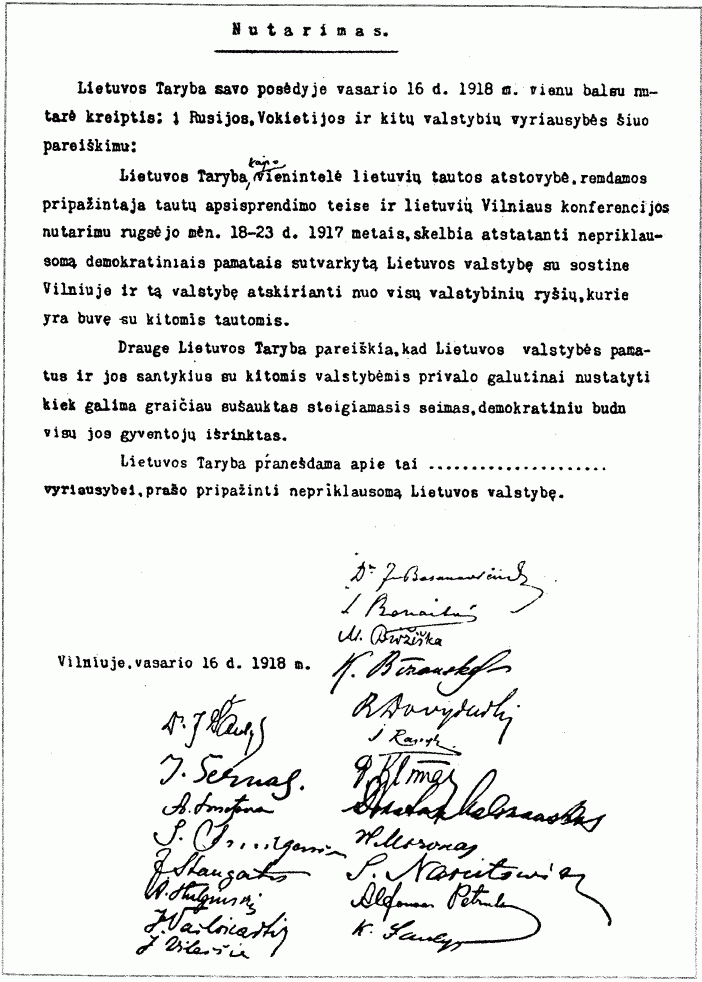
Déclaration d'indépendance de la Lituanie, datée du 16 février 1918.

### La Lituanie entre la révolution et la paix de Brest-Litovsk
La Lituanie, conquise durant l'été 1915, vit depuis cette période sous un régime d'occupation militaire allemande, dans le cadre de l'Ober Ost. 
Dans ce cadre, Erich Ludendorff, le principal stratège allemand, souhaite faire de la Lituanie un grenier à blé pour le Reich, tout en lui conférant une certaine autonomie, compatible avec les intérêts allemands dans la région. 
Conformément aux déclarations du nouveau pouvoir russe mis en place à partir du mois de novembre 1917, les responsables politiques lituaniens ont mis en place le Conseil de Lituanie, assemblée législative lituanienne. 
Au cours des négociations précédant la conclusion de la paix de Brest-Litovsk, le principe du plébiscite est validé pour définir le devenir des régions séparatistes de l'Empire russe. Le sort des régions baltes est ainsi laissé de côté lors de la conclusion de l'armistice du 7 décembre 1917 entre les États de la Quadruplice d'une part et la nouvelle république russe d'autre part.
Dans le même temps, la Lituanie, comme toutes les autres marges de l'Empire russe, fait l'objet d'âpres négociations entre les représentants du Reich et les Bolcheviks durant les phases préalables à la signature du traité de paix de Brest-Litovsk, les modalités de la tenue d'un plébiscite devant décider le devenir de la région constituant un des enjeux les plus importants,.

### Proclamation et reconnaissance internationale
Le Conseil de Lituanie (Lietuvos Taryba), mis en place sous la tutelle du Reich, proclame l’indépendance du pays le 16 février 1918 et confirmée par l'article 3 du traité de Brest-Litovsk, qui stipule la renonciation de la Russie à toute souveraineté sur la Pologne, la Lituanie et la Courlande. 
Le 23 mars 1918, Guillaume II reconnaît cette indépendance, mais les représentants du Reich restent flous sur la nature de l'influence allemande dans le pays nouvellement indépendant, conformément à la ligne directrice fixée par Ludendorff. 
Par le traité du 27 août 1918 entre le Reich et la Russie bolchevique, le gouvernement de Moscou reconnaît officiellement et explicitement l'indépendance de la Lituanie.

### Une indépendance de façade
En dépit de cette déclaration, le nouveau gouvernement qui tente de se mettre en place ne dispose d'aucun pouvoir du fait de la présence de troupes et d'un commissaire allemands. 
La déclaration d'indépendance ne définit pas les frontières du nouvel État, rappelées aux représentants lituaniens de la Taryba par une note sèche du haut-commandement allemand : le nouveau pays se voit privé de façade maritime, le gouvernement allemand souhaitant une continuité territoriale entre le Reich et la Courlande,. En effet, le 11 décembre 1917, les représentants allemands imposent à la Taryba lituanienne la résurrection de la monarchie lituanienne, dont la couronne royale serait dévolue à un prince allemand, proche parent de Guillaume II.
De plus, les Allemands exercent d’ailleurs de fortes pressions sur les Lituaniens afin que la Lituanie soit incorporée dans l'Empire allemand, dans le cadre d'une union personnelle avec le Reich. Ainsi, en décembre 1917, alors que la forme de l'État est imposée par les représentants allemands aux députés lituaniens, plutôt partisans de la mise en place d'une république, Guillaume II, dans une proclamation officielle, déclare que le nouveau royaume serait lié à l'Empire allemand par une union personnelle

## Mise en place du nouvel État
Au mois de mai 1918, le Conseil de la Couronne prussienne[réf. à confirmer] étudie les liens qui doivent unir le Reich avec le nouvel État. 

### Dévolution de la couronne de Lituanie

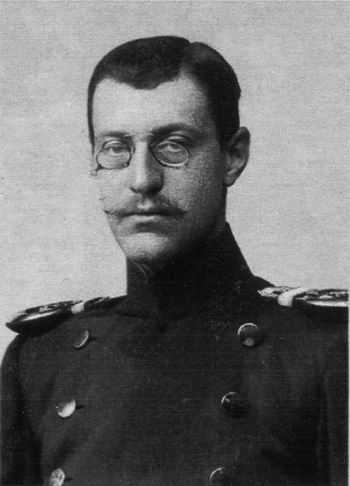
Guillaume, duc d'Urach, roi de Lituanie sous le nom de Mindaugas II.

Le 4 juin 1918, la Taryba, sur les conseils de Matthias Erzberger, élit au trône de Lituanie Guillaume, 2e duc d'Urach. Celui-ci a l'avantage d'être catholique (religion dominante en Lituanie), de ne pas être un Hohenzollern, et d'avoir effectué une brillante carrière militaire. 
La dévolution du trône à un prince allemand laissait espérer aux représentants lituaniens non seulement que l'Allemagne déploierait des troupes en Lituanie en cas d'intrusion russe ou soviétique, mais aussi l'absence d'union personnelle entre leur royaume et le royaume de Prusse ou de Saxe. Mais la dévolution de la couronne à Guillaume d'Urach ne fait pas l'unanimité. Non seulement, les quatre membres socialistes de la Taryba sont opposés à cette élection, mais aussi le chancelier allemand, partisan d'une union personnelle entre le royaume et la Prusse ou la Saxe.

### Institutions
Le 11 juillet 1918, la Taryba, au départ corps législatif, se proclame conseil d'État, proclame la monarchie et se met en quête d'un souverain pour le nouveau royaume. Le 28 octobre, en vertu des pouvoirs qu'elle s'est octroyée, la Taryba adopte une constitution provisoire, garantissant la couronne à Guillaume d'Urach et à sa descendance.

### Les Lituaniens et leReich
Au mois de juillet 1918, le conseil d'État doit affronter les autorités allemandes, qui lui reconnaissent un rôle consultatif, et non législatif. 
Jusqu'à la reconnaissance de la Taryba, le 20 octobre 1918, les rapports entre la Taryba, conseil national lituanien, et les autorités d'occupation allemandes demeurent empreintes d'arrière-pensées de part et d'autre, le Reich souhaitant une mise sous tutelle stricte du nouvel État, en échange notamment de la reconnaissance de la Taryba comme Conseil d'État, tandis que les membres de cette assemblée souhaitent cette reconnaissance en préalable à tout traité avec le Reich.
Le 20 octobre 1918, le nouveau chancelier, Max de Bade, reconnaît la Taryba comme organe légal du royaume, et de ce fait, interlocuteur du Reich.

## Liens avec les puissances centrales
Placée sous occupation militaire allemande, la Lituanie connaît, à partir de 1917, une effervescence égale à celle connue par l'ensemble des périphéries russes. 

### Projets duReich
Cependant, cette effervescence entre rapidement en contradiction avec les projets du Reich dans la région. 
Ainsi, en avril 1917, lors des échanges précédant la première conférence de Kreuznach, les responsables allemands, notamment les militaires, appellent de leurs vœux, l'annexion des territoires lituaniens au Reich.
La Lituanie ainsi que les autres espaces baltes constituent le but de guerre le plus populaire au sein de la population du Reich : la proximité avec la province de Prusse-Orientale, la formation de groupes de pression favorables à l'annexion, la promesse d'un vaste projets de colonisation agricole sont autant de moteurs pour la popularité des projets allemands dans la région. 
En effet, le ministère du Reich à l'Intérieur a proposé aux responsables politiques et militaires allemands sa définition des liens qui doivent exister entre le Reich et le futur royaume, le projet Ober Ost. Dans ce projet, les représentants de l'administration militaire allemande se montrent partisans de mettre en place des États fortement liés au Reich à la fois par des conventions à vocation politique, militaire et économique et par leur dynastie régnante, choisie parmi les membres de la famille de Hohenzollern. Le royaume de Lituanie, comme les autres États baltes, est appelé à gérer de façon autonome ses affaires intérieures, mais se verra imposer sa politique étrangère par le Reich. 
De plus, le royaume doit être placé en situation de dépendance économique du Reich, dans le cadre d'une union douanière le liant fortement au Reich et aux autres États baltiques mis en place au printemps 1918. Cette union douanière, ainsi que le détail de la dépendance économique des territoires du futur royaume, est ainsi discutée dans le détail en juillet 1917 entre des représentants des pouvoirs politiques et militaires du Reich : le royaume doit ainsi faire son entrée dans le Zollverein, tandis que les réseaux ferrés doivent être placés sous le contrôle strict du Reich et les terres jouir d'un statut favorable à la mise en œuvre d'une politique coloniale. 
Ces dispositions soulèvent des réserves de la part des militaires, Erich Ludendorff notamment, qui souhaite non seulement permettre la continuation du régime d'occupation, mais aussi voir préciser les obligations du nouvel État envers le Reich en cas de reprise du conflit à l'Est,.
L'annonce de ce projet entraîne une opposition de la part des représentants lituaniens réunis au sein de la Taryba, assemblée provisoire, qui tente de gagner ses adversaires de vitesse en proclamant non seulement l'indépendance du nouvel État mais aussi en affirmant son caractère monarchique.

### Un facteur d'équilibre régional au profit du Reich
Enfin, ce royaume doit contrebalancer l'influence du nouveau royaume de Pologne ; cependant, au cours des négociations germano-lituaniennes du mois d'octobre 1918, devant aboutir à la mise en place du royaume sous tutelle allemande, Max de Bade, nouveau chancelier du Reich, souhaite ne pas interférer dans les choix constitutionnels ou dans le choix des frontières, posant de manière implicite la question de la dévolution de Vilna, originellement promise aux Polonais.

## Dissolution du royaume
Dans les derniers jours du conflit, le 2 novembre 1918, l'élection de Guillaume d'Urach est annulée, remettant en cause les liens du nouvel État avec le Reich et la république proclamée. Le 5 novembre, un cabinet est constitué, sous l'autorité d'Augustinas Voldemaras.
Dans le contexte du début du mois de novembre 1918, les clauses de l'armistice de Rethondes remettent en cause le contrôle du Reich sur le pays, obligeant l'armée impériale allemande à retirer ses unités à l'intérieur du Reich défini selon ses frontières de 1914.